# 布斯蒂略德查韦斯
布斯蒂略德查韦斯，是西班牙卡斯蒂利亚-莱昂巴利亚多利德省的一个市镇。总面积22平方公里，总人口99人（2001年），人口密度5人/平方公里。